# Wetonas Hjærte
Wetonas Hjærte er en amerikansk stumfilm fra 1919 af Sidney Franklin.

## Medvirkende
- Norma Talmadge som Wetona
- Fred Huntley
- Thomas Meighan som John Hardin
- Gladden James som Anthony Wells
- F. A. Turner som Pastor David Wells